# 克魯希尼奇
50°45′26″N 24°39′18″E / 50.75722°N 24.65500°E
克魯希尼奇（烏克蘭語：Крухиничі），是烏克蘭的村落，位於該國西部沃倫州，由沃洛德米爾區負責管轄，始建於1583年，面積40.39平方公里，海拔高度214米，2001年人口711，人口密度每平方公里17.6人。